# کلاه جادویی و مجسمه مسی
کلاه جادویی و مجسمه مسی رمانی از محمد حنیف است که توسط انتشارات عصر داستان در سال ۱۳۹۲ منتشر شده‌است. این کتاب نامزد جایزه کتاب «واو» شده و در چهاردهمین جایزه ادبی حبیب غنی‌پور، مورد تقدیر قرار گرفته‌است.
کلاه جادویی و مجسمه مسی روایت دغدغه‌های یک حاکم و آسیب‌های حاکمیت است. خود نویسنده معتقد است اثر او از میراث کهن ادبی ایران یعنی موادی مثل گزیده اشعار و مفاهیم بکر داستان‌های فولکور بهره برده و در قالب رئالیسم جادویی نوشته شده‌است. و به عنوان یک رمان سیاسی درونمایه آن قدرت و عدالت است.
از نکات مهم شخصیت‌پردازی حنیف، رفتار خاص شخصیت‌هایش است که حرکت و رفتار نمادین را به تصویر می‌کشد. 
در توضیح این کتاب آمده‌است:
«دور کرسی بنشینی و مادر برایت از پدری بگوید که پدری نکرد برای زن و بچهاش، بگوید که چطور زن با سیلی صورتش را سرخ نگه می‌داشت، و بعد، پسرش کین چشمهای مردان هوسباز را تا همیشه به دل گرفت. و باز سر بلند کند و بگوید و تو همینطورکه لحاف را تا روی شانه‌هایت بالا می‌کشی، ببینی که آن پسر باید از معشوق می‌گذشت و به بیابانها سر می‌گذاشت و مجسمهی مسی بخت و اقبالش را می‌یافت، تا به کلاه جادویی روی سرش دست پیدا کند. که پسرک باید دریادل باشد و در پی خیر و صلاح، تا مورد عنایت مجسمه مسی قرار گیرد. که حالا بزرگ شده و عاشق شده، دل را گذاشته و کاسب شده، در کسبش ترازو میزان کرده و عادل شده، به کلاه جادویی رسیده و کتاب سفید عمرش را خوانده، خوانده و به راهی که می‌خواسته رفته. آری، کلاه جادو و مجسمه مسی نه این قصه، بلکه چنین قصهایست؛ پس باید زیر کرسی رفت و خواند و عاشق شد و در پی خیر و صلاح خود و مردمان بود.»